# بیس(دی‌سیکلوهگزیل‌فسفینو)اتان
بیس(دی‌سیکلوهگزیل‌فسفینو)اتان(به انگلیسی: Bis(dicyclohexylphosphino)ethane)، به صورت مختصر dcpe، یک ترکیب آلی فسفر دار با فرمول شیمیایی (C6H11)2PCH2CH2P(C6H11)2 است. این ماده به صورت جامد سفید رنگ می باشد که در حلالهای آلی غیر قطبی قابل حل است. این ترکیب به عنوان یک لیگاند دیفسفین بزرگ و بسیار اساسی در شیمی ترکیبات کمپلکسی استفاده می شود . 